# گورستان پل وکاوک
گورستان پل وکاوک مربوط به دوره اشکانیان - سده‌های متاخر دوران‌های تاریخی پس از اسلام است و در شهرستان سرباز، بخش مرکزی دهستان مورتان، ۵ کیلومتری جنوب غربی روستای بریس واقع شده و این اثر در تاریخ ۲۷ اسفند ۱۳۸۷ با شمارهٔ ثبت ۲۶۲۰۷ به‌عنوان یکی از آثار ملی ایران به ثبت رسیده است.